# Wojciech Has
Wojciech Jerzy Has, född 1 april 1925 i Kraków, död 3 oktober 2000 i Łódź, var en polsk filmregissör. Has studerade vid Kraków Business and Commerce College och senare hemliga underjordiska klasser vid Kraków Academy of Fine Arts - tills den upplöstes 1943. Han läste en ettårig utbildning och senare började producera utbildnings- och dokumentärfilmer i Warszawa 

## Filmografi i urval
- 1965 – Saragossamanuskripten
- 1973 – Sanatorium Timglaset